# 触媒学会
一般社団法人触媒学会（しょくばいがっかい、英；Catalysis Society of Japan）は、触媒に関する学術団体である。事務局の住所は、東京都千代田区神田駿河台1-5 化学会館3階。

## 沿革
- 1958年　触媒懇談会が設立された。
- 1964年　触媒学会に改称された。
- 2011年　一般社団法人触媒学会が設立された[1]。
- 2018年　創立60周年記念式典が開催された[3]。

## 事業
- 年に2回、触媒討論会を開催する（定款4条）[2][4]。
- 年に6回、「触媒」を発行する（定款4条）[1][2]。

## 組織
社員総会が最高意思決定機関である。
理事会、委員会などがある。
支部としては、北海道支部、東日本支部及び西日本支部が設立されている。